# Vasilikí Milloúsi
Vasilikí Milloúsi (en grec moderne : Βασιλική Μιλλούση), née en 1984 à Athènes, est une gymnaste artistique grecque à la retraite.

## Biographie
Elle a été dix fois médaillée de la Coupe du monde de poutre et a représenté la Grèce aux Jeux olympiques d'été de 2000, 2012 et 2016. Plus récemment, elle a été finaliste à la poutre lors des Championnats d'Europe de gymnastique artistique de 2011 et a remporté la finale à la poutre lors du test olympique de gymnastique artistique de 2012 (en), ce qui l'a qualifiée pour les Jeux olympiques de 2012, à Londres.